# Sturzkampfgeschwader 2 „Immelmann“
Das Sturzkampfgeschwader 2 „Immelmann“ war ein Verband der Luftwaffe der Wehrmacht im Zweiten Weltkrieg. Als Sturzkampfgeschwader, ausgestattet mit Sturzkampfbombern vom Typ Junkers Ju 87, führte es Luftangriffe im Sturzflugverfahren mit Bomben auf zugewiesene Ziele durch. Das Geschwader beteiligte sich am Überfall auf Polen, dem Westfeldzug, der Luftschlacht um England, dem Balkanfeldzug und dem Deutsch-Sowjetischen Krieg. Nach der Umbenennung in Schlachtgeschwader 2 „Immelmann“ war es mit Schlachtfliegern vom Typ Junkers Ju 87 und später Focke-Wulf Fw 190 ausgestattet und führte Luftangriffe mit Bomben und Bordwaffen unmittelbar zur Unterstützung der Bodentruppen durch.
Das Geschwader war nach Max Immelmann benannt, einem der bekanntesten deutschen Jagdfliegern des Ersten Weltkrieges. Seine Erfolge im Luftkampf trugen ihm bei seinen Gegnern den Beinamen „Adler von Lille“ ein. Er erhielt die höchste Tapferkeitsauszeichnung Preußens – den Orden Pour le Mérite. Aufgrund dieses Ehrennamens waren die Geschwaderangehörigen berechtigt, am rechten Unterarm einen Ärmelstreifen mit der Aufschrift „Geschwader Immelmann“ zu tragen.

## Aufstellung
Das Geschwader wurde zunächst unter dem Namen Sturzkampfgeschwader 2 „Immelmann“ am 1. Mai 1939 neu aufgestellt. Unterteilt war es in drei Gruppen: die in Cottbus stationierte I. Gruppe, die II. Gruppe in Stolp-Reitz und die III. Gruppe in Bad Langensalza. Die Geschwaderkennung war T6.

## Gliederung
Das Geschwader hatte am 5. Juli 1943 einen Geschwaderstab, die I. bis III. Gruppe und eine 10. Panzerjagdstaffel. Die drei Gruppen waren in Staffeln unterteilt. Die 1. bis 3. Staffel gehörte der I. Gruppe, die 4. bis 6. Staffel der II. Gruppe und die 7. bis 9. Staffel der III. Gruppe an. Jede Staffel, geführt durch einen Staffelkapitän, war in drei Schwärme mit je vier Flugzeugen unterteilt. Daraus ergab sich eine Sollstärke der Sturzkampfgruppe von 36 Flugzeugen in den drei Staffeln und 3 Flugzeugen für die Gruppenstabsstaffel mit dem Gruppenkommandeur. Dies ergab bei drei Sturzkampfgruppen eine Sollstärke von 117 Flugzeugen und 3 Flugzeuge für den Geschwaderkommodore und seinen Stab sowie 9 Flugzeuge für die 10. Panzerjagdstaffel. Daraus ergibt sich eine Sollstärke von 129 Flugzeugen zu dieser Zeit.

## Geschichte

### Erste Operationen
Alle drei Gruppen nahmen 1939 mit der 1. Fliegerdivision der Luftflotte 1 am Überfall auf Polen teil. Dabei wurde als eine der ersten Kampfhandlungen des Zweiten Weltkrieges am Morgen des 1. September 1939 der Luftangriff auf Wieluń geflogen. Bei diesem Angriff auf die polnische Kleinstadt Wieluń starben 1200 Zivilisten. Militärische Ziele waren durch die Flugzeugführer nicht festgestellt worden. Da es sich um einen Angriff auf ein nicht militärisches Ziel handelte, sei die Bombardierung als Kriegsverbrechen zu werten.
Im Jahre 1940 nahm es mit dem VIII. Fliegerkorps am Westfeldzug und der Luftschlacht um England teil. Dabei griffen am 24. Mai im Ärmelkanal die I. und III. Gruppe den britischen Zerstörer Wessex an und versenkten ihn. Am 4. Juli griffen Teile des Geschwaders im Ärmelkanal den britischen Konvoi OA 178 an. Dabei versenkten sie das Hilfsflakschiff HMS Foylebank (5582 BRT) sowie die Frachter Dallas City (4952 BRT), Deucalion (1796 BRT), Kolga (3526 BRT) und Britsum (5255 BRT) und beschädigen neun weitere Schiffe mit 40.236 BRT schwer.
Im Januar 1941 wurde die Einheit nach Rumänien verlegt und kämpfte während des Balkanfeldzugs in Griechenland. Während des Unternehmens Merkur gelang Ernst Kupfer am 22. Mai 1941 die Versenkung des britischen Kreuzers Gloucester und Alwin Boerst am 23. Mai 1941 die Versenkung der Zerstörer Kelly und Kashmir der Royal Navy.

### Deutsch-Sowjetischer Krieg

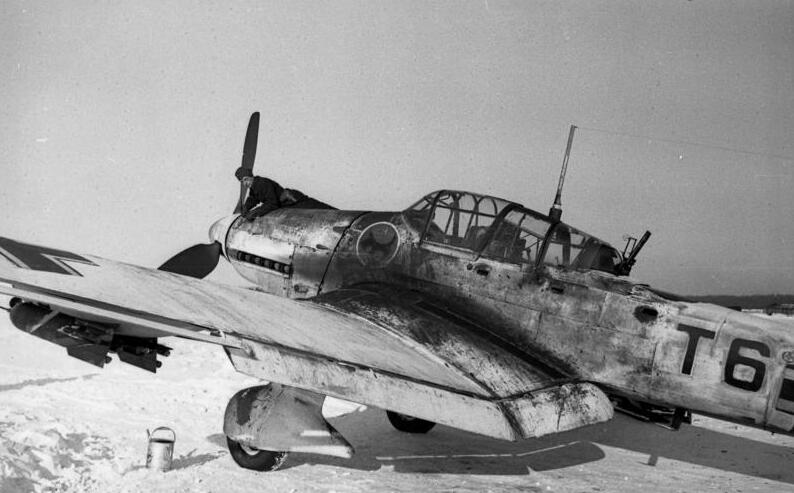
Ju 87 des StG 2 auf einem Feldflugplatz in der Sowjetunion, Januar 1942

Ab Juni 1941 wurde das StG 2 im Rahmen des Deutsch-Sowjetischen Krieges an die Ostfront verlegt. Am 26. Juni 1941 attackierte das Geschwader südlich von Hrodna 60 sowjetische Panzer, konnte dabei aber lediglich einen Panzer T-34 zerstören.
Vom 21. bis 24. September 1941 startete das Geschwader mehrere Angriffe auf die Baltische Flotte in den Häfen von Kronstadt und Leningrad. Während dieser Angriffe traf Oberleutnant Hans-Ulrich Rudel mit einer 1000-kg-Bombe das Schlachtschiff Marat, das daraufhin auf Grund lief. Die Artillerietürme B, C und D mit ihren 30,5 cm Rohren blieben aber einsatzbereit. Das Schlachtschiff Oktjabrskaja Rewoljuzija wurde durch sechs mittlere Bomben schwer getroffen und der Kreuzer Kirow durch eine abstürzende Ju 87 stark beschädigt. Der Zerstörer Stereguschtschi kenterte nach einem Volltreffer, die Kreuzer Maksim Gorki und Grosjaschtschi sowie die Zerstörer Gordy, Grosjaschtschi und Silny wurden bei dem Angriff beschädigt.
Am 4. und 5. April nahmen Teile des StG 2 am Unternehmen Eisstoß teil. Zusammen mit Teilen des Sturzkampfgeschwaders 1, des Kampfgeschwaders 1 und des Jagdgeschwaders 54 griffen sie erneut Kriegsschiffe der sowjetischen Flotte im Leningrader Hafen an. Dabei wurden beschädigt: das Schlachtschiff Oktjabrskaja Rewoljuzija durch vier Bombentreffer, der Kreuzer Maksim Gorki durch sieben Treffer mittleren Kalibers, die Kreuzer Kirow und Petropawlowsk und der Zerstörer Silnyj durch je einen schweren Treffer, sowie der Zerstörer Grozjashchi, der Minenleger Marti und das Schulschiff Swir durch leichtere Treffer. Beschädigt wurden außerdem die Zerstörer Stoyki und Swirepy sowie die Unterseeboote M-79, P-2 und P-3.
Ende 1942 wurde dem Geschwader aufgrund der schlechten Erfahrungen bei der Panzerbekämpfung eine „Panzerjäger-Staffel“ zugeteilt, die so erfolgreich war, dass anschließend jedem Stuka-Geschwader eine solche Staffel hinzugefügt wurde. Ab Frühjahr 1943 erhielt das Geschwader neue Flugzeuge des Typs Ju 87 G-1 „Kanonenvogel“, die mit zwei Rheinmetall-Borsig 3,7-cm-Flak 37 unter den Tragflächen ausgestattet waren. Den ersten erfolgreichen Abschuss eines Feindpanzers verzeichnete wiederum Rudel im März 1943. Diese Maschinen wurden aber schon 1944 durch verbesserte Maschinen des Typs Ju 87 G-2 ersetzt.
Das Geschwader mit seinen drei Gruppen nahm ab 5. Juli 1943 am Unternehmen Zitadelle teil. Unter der Luftflotte 4 dem VIII. Fliegerkorps zugeteilt, unterstützte es den südlichen Angriffskeil beim gescheiterten Angriff in Richtung Kursk.

### Rückzugsgefechte
Das Sturzkampfgeschwader 2 wurde am 18. Oktober 1943 in Schlachtgeschwader 2 „Immelmann“ umbenannt und die II. Gruppe erhielt neue Jagdbomber Focke-Wulf Fw 190, ab Juni 1944 auch die I. Gruppe.
Anfang 1944 unterstützte die II./SG 2 den Rückzug der deutschen Verbände aus Kirowohrad und war stark an den Gefechten auf der Krim beteiligt. Hier flog die II. Gruppe auch viele Jagdeinsätze und verbuchte den Abschuss von 247 sowjetischen Flugzeugen, Leutnant August Lambert allein 70 innerhalb von nur drei Wochen.

### Das Ende
Bis zum 8. Mai 1945 unterstützte das Geschwader weiterhin den Rückzug der deutschen Truppen an der Ostfront. Geschwaderkommodore Rudel entschied aber dann, in Richtung Westen zu ziehen, um sich den Amerikanern zu ergeben. Rudel selbst und einige andere Piloten mit drei Ju 87 und vier Fw 190 flogen in Richtung Westen und landeten sicher auf dem von den Amerikanern kontrollierten Flugfeld in Kitzingen. Der Rest des Geschwaders, der in einem Konvoi dorthin unterwegs war, hatte weniger Glück. Er wurde auf dem Weg angegriffen und es gab nur wenige Überlebende.

## Kommandeure

### Geschwaderkommodore

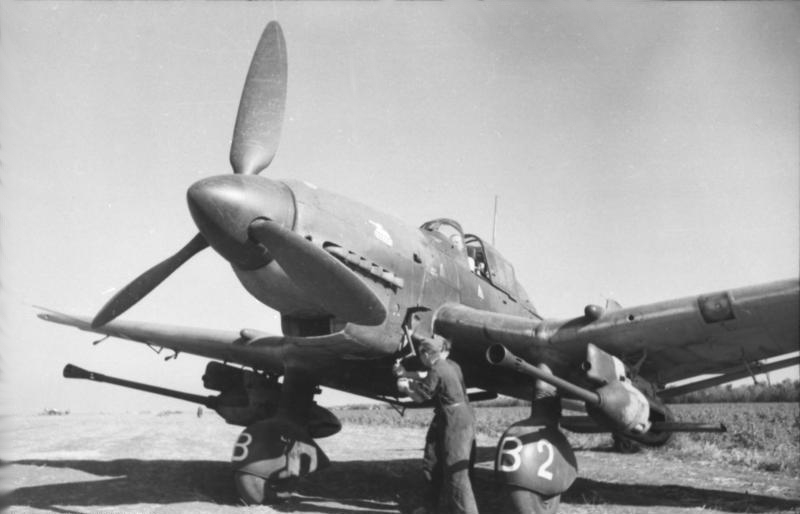
Ju 87 von Hans-Ulrich Rudel am 21. Juni 1943 in der Sowjetunion

- Major Oskar Dinort – 15. Oktober 1939 bis 15. Oktober 1941
- Oberstleutnant Paul-Werner Hozzel – 16. Oktober 1941 bis 12. Februar 1943
- Major Ernst Kupfer – 13. Februar bis 9. September 1943
- Oberstleutnant Hans-Karl Stepp – 10. September 1943 bis 31. Juli 1944
- Oberstleutnant Hans-Ulrich Rudel – 1. August 1944 bis 8. Februar 1945
- Major Friedrich Lang – 9. Februar bis 13. März 1945
- Oberstleutnant Kurt Kuhlmey – 14. März bis 20. April 1945
- Oberst Hans-Ulrich Rudel – 21. April bis 8. Mai 1945

### Gruppenkommandeure
I. Gruppe
- Major Oskar Dinort – 1. Mai 1939
- Hauptmann Hubertus Hitschhold – 1. Oktober 1939
- Major Bruno Dilley – 15. Oktober 1941
- Hauptmann Alwin Boerst – 1. November 1943
- Hauptmann Kurt Lau – 1. Mai 1944
- Hauptmann Herbert Bauer – 7. November 1944

II. Gruppe
- Major Walter Ennecerus – 1940
- Major Karl Kennel – unbekannt bis 18. Oktober 1943
- Major Heinz Frank
- Major Karl Kennel – 1. Juli 1944

III. Gruppe
- Hauptmann Hein Brückner – 1. Mai 1939
- Hauptmann Ernst-Siegfried Steen – 1. August 1941
- Hauptmann Gustav Preßler – 1. Oktober 1941
- Hauptmann Walter Krauß – 1. April 1943
- Hauptmann Hans-Ulrich Rudel – 19. Juli 1943
- Hauptmann Lothar Lau – 1. August 1944
- Major Müller – 23. Januar 1945

## Bekannte Geschwaderangehörige
- Bruno Dilley (1913–1968), Eichenlaub zum Ritterkreuz am 8. Januar 1943, war nach 1956 Oberstleutnant der Luftwaffe der Bundeswehr und Kommandeur des Verteidigungskreises Reutlingen
- Walter Rudolf Enneccerus (1911–1971), war von 1963 bis 1967 als Brigadegeneral der Luftwaffe der Bundeswehr, Chef des Stabes des Luftwaffenamtes
- Friedrich-Wilhelm Grunewald (1920–2001), war ein Brigadegeneral der Luftwaffe der Bundeswehr und Bundesvorsitzender der Kleinpartei Patrioten für Deutschland
- Paul-Werner Hozzel (1910–1997), war 1969 als Brigadegeneral der Luftwaffe der Bundeswehr, Chef des Stabes der Alliierten Streitkräfte der Ostseezugänge
- Claus Hinkelbein (1909–1967), war von 1966 bis 1967 als Generalmajor der Luftwaffe der Bundeswehr, Kommandeur der 4. Luftwaffendivision
- Kurt Kuhlmey (1913–1993), war 1968 als Generalmajor der Luftwaffe der Bundeswehr, erster Kommandeur des Lufttransportkommandos (LTKdo)
- August Lambert (1916–1945), war zuletzt Staffelkapitän der 8. Staffel im Schlachtgeschwader 2, Ritterkreuz am 14. Mai 1944, gefallen am 17. April 1945